# Hebius annamensis
Hebius annamensis (аннамський вуж) — вид змій родини полозових (Colubridae). Мешкає у В'єтнамі і Лаосі.

## Поширення й екологія
Аннамські вужі мешкають в Аннамських горах на території Центрального В'єтнаму і Південного Лаосу. Вони живуть у вологих вічнозелених тропічних лісах, на берегах струмків, на висоті від 1000 до 1500 м над рівнем моря.